# Miguel de Icaza
Miguel de Icaza (ur. 1972 w Meksyku) – meksykański programista, działacz na rzecz rozwoju projektów free software i open source, twórca m.in. projektu GNOME i Mono.

## Życiorys

### Wczesne lata
Miguel de Icaza urodził się w mieście Meksyk i studiował na Universidad Nacional Autonoma de México (UNAM), ale nigdy nie ukończył tam studiów. Pochodził z rodziny naukowców: ojciec był fizykiem, a matka biologiem. Zaczął programować w 1992.

### Początki kariery programistycznej
Jednym z jego pierwszych projektów programistycznych na Linuksa był Midnight Commander, działający w trybie tekstowym menedżer plików. Był też jednym z pierwszych współtwórców Wine.
Pracował również z Davidem Millerem nad portem Linuksa na procesory SPARC i napisał kilka sterowników grafiki i sieci oraz port libc na tę platformę. Później pracowali nad rozszerzeniem Linuksa dla MIPS w celu uruchomienia na komputerach Indy firmy SGI i napisali sterowniki X Window System dla tego systemu. Z Ingo Molnarem napisał pierwszą implementację sterowników RAID-1 i RAID-5 dla Linuksa.
W 1997 roku został zaproszony na rozmowę kwalifikacyjną do zespołu pracującego nad wersją Internet Explorer dla UNIX (port na SPARC), jednakże nie został przyjęty do pracy z powodu nieukończenia nauki na poziomie szkoły średniej i w związku z tym nieotrzymania wizy H1-B. Podczas rozmowy kwalifikacyjnej próbował przekonać prowadzących rozmowę kwalifikacyjną do uwolnienia kodu źródłowego IE zanim to zrobi Netscape ze swoją przeglądarką internetową.

### GNOME, Ximian, Xamarin, i Mono
De Icaza założył projekt GNOME wraz z Federico Mena w sierpniu 1997, aby utworzyć w pełni wolne i otwarte środowisko graficzne dla Linuksa i innych systemów uniksopodobnych. Wcześniej utworzył Midnight Commander, menedżer plików pracujący w trybie tekstowym. Utworzył też Gnumeric, arkusz kalkulacyjny.
W 1999 roku założył z Natem Friedmanem firmę Helix Code, firmę skupiającą dużą liczbę programistów GNOME. Helix Code zmieniła w 2001 roku nazwę na Ximian, ogłosił powstanie projektu Mono mającego na celu implementację .NET Framework na Linuksa i systemy uniksopodobne. W 2003 roku Ximian zostało przejęte przez Novell, gdzie Miguel de Icaza został wiceprezesem działu programistycznego.
W maju 2011 założył Xamarin, aby zastąpić MonoTouch i Mono for Android po tym, kiedy Novell zostało przejęte przez Attachmate, a nowy właściciel Novell, Inc. porzucił MonoTouch i Mono for Android. Jednakże niedługo Xamarin i Novell podpisały nową umowę, która zezwoliła na przejęcie tych dwóch projektów przez Xamarin wraz z prawami do rozwoju i sprzedaży.

### Wspieranie technologii Microsoftu
De Icaza poparł standard dokumentów Microsoft Office Open XML (OOXML) pomimo rozpowszechnionej w świecie Open Source i społeczności FLOSS krytyki.
Był również przez długi czas największym zwolennikiem używania Mono – wolnej i otwartej implementacji .NET Framework w GNOME, co wywołało wiele sporów związanych z należącymi do Microsoft patentami i patentami związanymi z .NET.

## Nagrody i wyróżnienia
W 1999 roku otrzymał od Free Software Foundation FSF Award for the Advancement of Free Software, nagrodę Innowatora Roku 1999 przyznaną przez magazyn wydawany przez Massachusetts Institute of Technology Technology Review oraz został uznany we wrześniu 2000 przez Time jednym ze stu największych innowatorów nadchodzącego stulecia.
Na początku roku 2010 otrzymał tytuł Microsoft MVP.
W marcu 2010 roku został uznany za jeden z pięciu „najważniejszych głosów społeczności Open Source”.

## Życie prywatne
Miguel de Icaza wystąpił w filmie The Code z 2001 roku oraz Konspiracja.com (2001).
Ożenił się w 2003 roku z Brazylijką Marią Laurą Soares da Silva (obecnie Maria Laura de Icaza).
De Icaza negatywnie postrzega operacje wojsk Izraela przeciwko Palestyńczykom na Bliskim Wschodzie i podobnie jak Noam Chomsky, nazwał Izrael na swoim blogu „państwem terrorystycznym”.

### Wywiady
- Wywiad w Linux Outlaws z Miguelem de Icaza z 2009
- Catching up with Miguel de Icaza by .NET Rocks!
- Wywiad z Miguelem de Icaza dla RadioTux
- Wywiad Miguela de Icaza dla FLOSS Weekly
- Rozmawiając o Mono z Miguelem de Icaza. port25.technet.com. [zarchiwizowane z tego adresu (2009-07-01)]. w Port25
- Wywiad udzielony w 2006 roku na Linux Link Tech Show interview (audio) MP3
- Wywiad z de Icaza z marca 2007 dla Der Standard